# Royal Marines Condor
Royal Marines Condor ( ou RM Condor) est une grande base militaire des Royal Marines. Elle est située près d'Arbroath en Écosse. Elle abrite aussi le 7 (Sphinx) Battery Royal Artillery faisant partie du 29th Commando Regiment Royal Artillery (en).

## Historique
La base a été construite pour la première fois en tant que base de la Fleet Air Arm en 1938, alors qu'elle était connue sous le nom de RNAS Arbroath (HMS Condor). Elle a été inaugurée le 19 juin 1940. Dès le départ, il s'agissait d'une base d'entraînement, principalement impliquée dans la formation des aviateurs de l'aéronaval. Une zone d'atterrissage de la taille d'un porte-avions construite à cet effet sur l'aérodrome a été utilisée pour former le personnel navigant aux opérations d'appontage. En octobre 1940, la base a été attaquée par des bombardiers Heinkel He-111 de la Luftwaffe, opérant depuis la Norvège, ce qui a entraîné que des dommages mineurs. Tout au long des années de guerre, la base a également été utilisée comme aire de repos. Les escadrons opérationnels des porte-avions passaient à tour de rôle des périodes de repos pendant que leurs navires étaient en cours de maintenance dans les installations de réparation des navires de la marine écossaise.
La base est devenue en 1954 le siège de la Royal Navy Aircraft Engineering Training School qui avait été transférée du RNAS Lee-on-Solent (HMS Daedalus) (en). Elle a continué dans ce rôle jusqu'au 1er avril 1971, date à laquelle la base est devenue le foyer du 45 Commando (en) des Royal Marines, une partie de la 3 Commando Brigade.
La base a ensuite été connue sous le nom de RM Condor ou Condor Barracks et reste une base opérationnelle à ce jour.

## Unités actuelles sur la base RM Condor
- 45 Commando (en), Royal Marines
- 30 Commando Information Exploitation Group (en)
- 7 (Sphinx) Batterie du 29ème Régiment Commando, Royal Artillery
- 2 (City of Dundee and Highland) Squadron, 32ème Royal Corps of Signals
- Volunteer Cadet Corps (en) : Royal Marines Cadets of Arbroath Division Royal Marines Volunteer Cadet Corps[2].